# Sebastian Fiedler

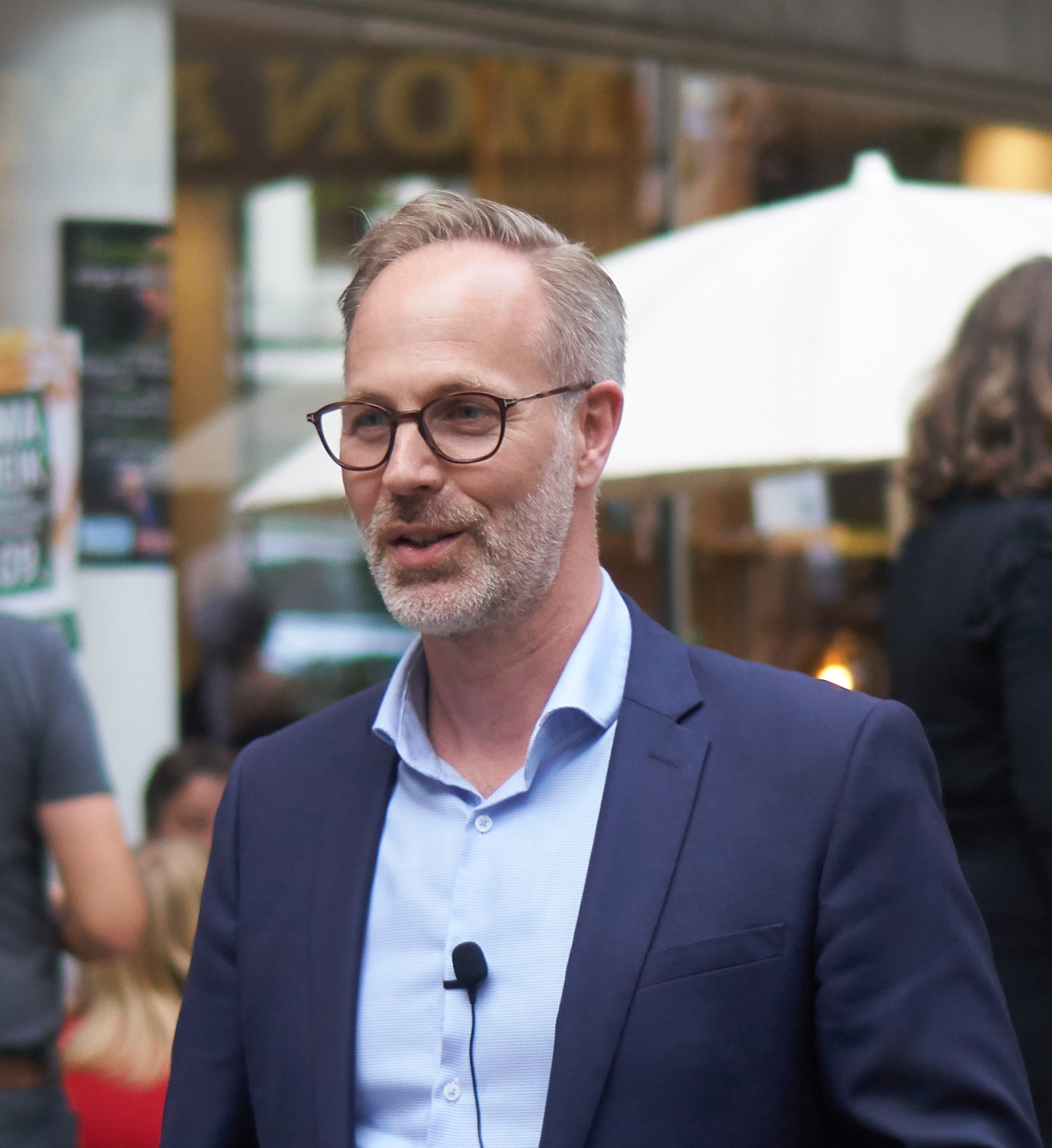
Sebastian Fiedler bei einer Wahlkampfveranstaltung in Mülheim an der Ruhr

Sebastian Fiedler (* 19. Juni 1973 in Herdecke) ist ein deutscher Politiker (SPD) und Kriminalhauptkommissar. Von 2018 bis 2021 war er Vorsitzender des Bundes deutscher Kriminalbeamter sowie von 2014 bis 2021 dessen Landesvorsitzender in Nordrhein-Westfalen. 2021 wurde er in den 20. Deutschen Bundestag gewählt. Bei der Bundestagswahl 2025 gewann er erneut das Direktmandat im Wahlkreis 117 (Mülheim – Essen I).

## Leben
Sebastian Fiedler wuchs in Wetter auf, studierte an der Fachhochschule für öffentliche Verwaltung und ist seit 1993 Polizeibeamter. Ab 2001 war Fiedler Ermittler für Wirtschaftskriminalität beim Landeskriminalamt Nordrhein-Westfalen, bis er 2009 zum Landesamt für Ausbildung, Fortbildung und Personalangelegenheiten der Polizei NRW in den Bereich der Kriminalfachlichen Fortbildung wechselte.
Seit 2014 war Fiedler Landesvorsitzender des Bundes deutscher Kriminalbeamter in Nordrhein-Westfalen. Im November 2018 wurde er zum Bundesvorsitzenden des Bundes deutscher Kriminalbeamter gewählt. Damit löste er André Schulz ab, der zuvor aufgrund von Ermittlungen gegen ihn zurückgetreten war. Mit seinem Einzug in den Bundestag gab er beide Posten ab.
Seit 2012 ist Fiedler Mitglied der SPD. Er war von 2013 bis 2019 Mitglied des Ortsvereinsvorstandes Dülmen und von 2014 bis 2015 Mitglied im Rat der Stadt Dülmen. Ende 2020 wurde bekanntgegeben, dass diese Fiedler zur Bundestagswahl 2021 als Kandidaten im Wahlkreis Mülheim – Essen I aufstellen will. Bei der Wahl selbst setzte sich Fiedler mit 36,3 Prozent der Erststimmen gegen Astrid Timmermann-Fechter (CDU) sowie gegen Franziska Krumwiede-Steiner von den Grünen durch. Im 20. Deutschen Bundestag ist er ordentliches Mitglied im Ausschuss für Inneres und Heimat sowie im Rechtsausschuss. Daneben ist er stellvertretendes Mitglied im Finanzausschuss.
Seit Februar 2022 ist Sebastian Fiedler Sprecher der neugeschaffenen, interdisziplinären AG „Kriminalpolitik“ der SPD-Bundestagsfraktion.
Im November 2020 startete er mit Frank Überall, dem Vorsitzenden des Deutschen Journalisten-Verbands, den zweiwöchentlich erscheinenden Podcast Der Bulle und der Schreiberling.
Sebastian Fiedler hat eine erwachsene Tochter. Nebenberuflich war er 15 Jahre Kampfsportlehrer. Er ist evangelischer Konfession.

## Politische Positionen
Fiedler wandte sich gegen die gesetzliche Cannabis-Legalisierung in Deutschland, da diese nur wenig mit der im Koalitionsvertrag vereinbarten „kontrollierte[n] Abgabe von Cannabis an Erwachsene zu Genusszwecken in lizenzierten Geschäften“ gemein habe. Er stimmte am 23. Februar 2024 als einer von vier SPD-Abgeordneten gegen den Gesetzentwurf der regierenden „Ampel“-Koalition.
Er befürwortet die verpflichtende Ausstattung von Endgeräten mit technischen Vorkehrungen, die das Öffnen, Bearbeiten und Versenden von Kinderpornographie verhindern.

## Ämter und Mitgliedschaften
- Vorstandsmitglied bei Transparency International Deutschland (seit 2018)[5]
- Gründer und ehrenamtlicher Geschäftsführer der Kripo Akademie gGmbH[5][19]
- Mitglied beim Weißen Ring[19]
- Mitglied der SPD (seit 2012)[2][9][19]
- Mitglied der Bürgerbewegung Finanzwende[19]